# Cantone di San Ramón
Il Cantone di San Ramón è un cantone della Costa Rica facente parte della provincia di Alajuela.

## Geografia antropica

### Suddivisioni amministrative
Il cantone è suddiviso in 13 distretti:
- Alfaro
- Angeles
- Concepción
- Peñas Blancas
- Piedades Norte
- Piedades Sur
- San Isidro
- San Juan
- San Rafael
- San Ramón
- Santiago
- Volio
- Zapotal

## Storia
Il cantone è stato istituito con decreto del 21 agosto 1856.